# Tlambah
Tlambah is een bestuurslaag in het regentschap Sampang van de provincie Oost-Java, Indonesië. Tlambah telt 13.624 inwoners (volkstelling 2010).